# Ghiacciaio Harwell
Il Ghiacciaio Harwell  (in lingua inglese: Harwell Glacier) è un ghiacciaio tributario antartico, caratterizzato da pareti ripide e lungo 6 km, che si origina subito a est del Monte Smithson, scendendo dalle pendici settentrionali delle Prince Olav Mountains, catena montuosa che fa parte dei Monti della Regina Maud, in Antartide. Termina il suo percorso andando a confluire nella parte superiore del Ghiacciaio Gough.
La denominazione è stata assegnata dall'Advisory Committee on Antarctic Names (US-ACAN) in onore del luogotenente Thomas W. Harwell, della U.S. Navy, che aveva partecipato alle attività di supporto navale durante l'Operazione Deep Freeze del 1964.